# Distrito Histórico de Hartford City Courthouse Square
El Distrito Histórico de Hartford City Courthouse Square se encuentra en Hartford City, en el estado de Indiana (Estados Unidos). Hartford City tiene unos 7000 habitantes y es la sede del condado de Blackford y el sitio del Palacio de Justicia del condado. El Servicio de Parques Nacionales del Departamento del Interior de los Estados Unidos agregó el Distrito Histórico de Hartford City Courthouse Square al Registro Nacional de Lugares Históricos el 21 de junio de 2006, lo que significa que los edificios y objetos contribuidores a la continuidad del distrito son dignos de preservación. por su importancia histórica y arquitectónica. El Distrito tiene más de 60 recursos, incluidos más de 40 edificios contribuyentes, más de 10 edificios no contribuyentes, 1 objeto contribuyente (una estatua de la Primera Guerra Mundial), 8 objetos no contribuyentes y otros dos edificios que se enumeran por separado en el Registro Nacional.
Gran parte de la importancia de este distrito históricose relaciona con el descubrimiento de gas natural en la región centro-este de Indiana. El descubrimiento condujo a un boom económico regional conocido como Boom del gas en Indiana. A partir de finales de la década de 1880 y con una duración de unos 15 años, el boom del gas cambió la economía y la apariencia de la región. El distrito histórico de Hartford City Courthouse Square está situado en lo que fue el centro de Hartford City en los siglos XIX y XX, y la mayoría de los edificios del distrito se construyeron durante la era del auge del gas. Los edificios dentro del Distrito fueron construidos en varios estilos arquitectónicos, incluyendo italianizante, neorrománico, neorrenacentista y otros. Muchos de los exteriores de los edificios no han cambiado de su apariencia original.

## Historia
Hartford City comenzó a fines de la década de 1830 como unas pocas cabañas de troncos cerca de un arroyo en el este de Indiana central. La comunidad se llamaba originalmente Hartford. Esto se cambió más tarde a "Hartford City" después de que se descubrió que ya existía otro "Hartford" en otras partes de Indiana. La versión de Hartford de East Central Indiana fue nombrada sede del condado de Blackford al principio de su existencia, lo que garantiza su importancia. Se necesitaron más de 40 años para que la comunidad rural creciera hasta una población de casi 1.500. Durante ese tiempo, los planificadores comunitarios tuvieron la previsión de planificar los ferrocarriles, que unieron a la comunidad con otras ciudades, a partir de la década de 1860. Con un enfoque en la agricultura, todo el condado tenía solo 171 personas trabajando en la manufactura en junio de 1880.
Hartford City Gas and Oil Company se formó en febrero de 1887 y la compañía encontró gas natural en marzo del mismo año. Los apellidos de algunos de los directores de esta empresa se pueden encontrar en los edificios del Distrito en la actualidad: Campbell, Smith, Dowell y Weiler. Tanto el petróleo como el gas natural se descubrieron en el condado en 1887 y la ciudad inició un período de rápido crecimiento. Descrita como la "futura metrópolis del este de Indiana", la ciudad utilizó con éxito sus instalaciones ferroviarias y sus abundantes recursos de gas natural como incentivos para que los fabricantes se instalaran allí, y se convirtió en una ciudad en auge. Hartford City no estaba sola con su buena suerte: también se había descubierto gas natural (y algo de petróleo) en los condados adyacentes. Toda la región de East Central Indiana se transformó durante un período de quince a veinte años que se conoció como el Indiana Gas Boom, cuando los fabricantes se mudaron al área.
Al examinar la infraestructura de Hartford City, la transformación de la ciudad por el auge del gas es evidente. Los edificios de madera que rodeaban el palacio de justicia antes del auge de gas eran vulnerables a los incendios, y el Distrito tuvo al menos tres incendios importantes entre 1871 y 1881. Durante el boom del gas, los edificios de madera fueron demolidos y reemplazados por edificios de ladrillo. El palacio de justicia fue reemplazado por una magnífica estructura de piedra y ladrillo (ver foto reciente aquí). Finalmente, una línea ferroviaria interurbana pasaba por el lado este de la plaza del palacio de justicia, lo que proporcionaba un fácil acceso al distrito comercial de la plaza del palacio de justicia y se sumaba a las dos líneas ferroviarias que ya daban servicio a la ciudad. La transformación económica de la ciudad por el auge del gas también es evidente al examinar la población de la ciudad. Para 1900, la ciudad había crecido a una población de 5.912. Más de 1200 personas trabajaban en la industria manufacturera en Hartford City en 1902, además de los banqueros, comerciantes, médicos y abogados necesarios para una población en crecimiento. Estas cifras de población y fabricación son considerablemente mayores que las cifras anteriores al auge del gas para 1880.
El gas y el petróleo se agotaron a principios del siglo XX y la era del boom del gas llegó a su fin. Sin embargo, Hartford City fue cambiada permanentemente. La infraestructura de la ciudad se mejoró enormemente. Los edificios en el distrito comercial que rodea la plaza del palacio de justicia estaban hechos de ladrillo y piedra en lugar de madera. En 1894 se construyó una planta municipal de agua. Los teléfonos estuvieron disponibles para las áreas rurales circundantes de Hartford City en 1903. Para 1914, el 98 por ciento de las casas en Hartford City estaban conectadas para la electricidad. Se estaban pavimentando carreteras y la línea interurbana facilitaba los viajes hacia y desde otras ciudades. Si bien algunas de las instalaciones de fabricación que dependían de una fuente de combustible de bajo costo fueron cerradas después del boom, otras permanecieron en la ciudad porque no tenían una alternativa mejor. Una ciudad que tenía muy pocos trabajos de manufactura ahora tenía una oferta de personal de manufactura calificado. Parte de esta mano de obra calificada permaneció en la ciudad después del auge, mientras que algunos encontraron nuevas ocupaciones en las instalaciones de fabricación de automóviles y autopartes que comenzaban a ubicarse en las ciudades cercanas.

## Arquitectura

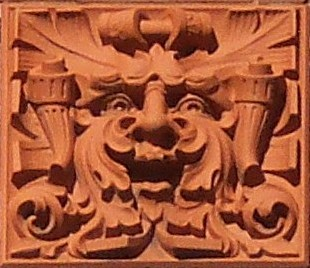
Una talla en el lateral del edificio Weiler.

Tres estilos de arquitectura están bien representados en la colección de edificios que forman parte del distrito histórico de Hartford City Courthouse Square: estilo italiano comercial, renacimiento renacentista y renacimiento románico. También se pueden encontrar algunos ejemplos del estilo Reina Ana. Agrupados, estos estilos se denominan arquitectura victoriana, y es más probable que los edificios construidos con estos estilos durante el siglo XIX tengan ornamentación decorativa (como el objeto con forma de cara del lado este del edificio Weiler que se muestra aquí) que los edificios construidos más tarde. en el siglo 20. Debido a que muchos de los edificios del distrito se construyeron durante la era del auge del gas (entre 1885 y 1905), estos estilos de arquitectura prevalecen más que los estilos que se hicieron populares a finales del siglo XX. Sin embargo, también se representan estilos de arquitectura adicionales. Un ejemplo sobresaliente del estilo art déco se puede encontrar en el Teatro Scheidler del distrito, y la Oficina de Correos es el único ejemplo sobresaliente del estilo neoclásico. El edificio comercial en 210 East Washington Street es el único representante del Distrito del estilo de arquitectura Art Moderne.
La arquitectura del renacimiento románico fue muy popular en Hartford City, y al menos 7 de los edificios que contribuyeron al distrito se construyeron con este estilo. Este estilo de arquitectura es conocido por los arcos de medio punto en muchas de las aberturas. También son típicas las superficies lisas, a veces con cursos de cinta. Una variación del estilo neorrománico conocido como románico richardsoniano fue popular en Estados Unidos a fines del siglo XIX, cuando se llevó a cabo gran parte de la construcción alrededor del palacio de justicia de Hartford City. El palacio de justicia y la iglesia presbiteriana son ejemplos sobresalientes de la variación de Henry Hobson Richardson en el estilo del renacimiento románico. (Vea las fotos aquí). Una torre de esquina, ventanas arqueadas, entradas empotradas, techos inclinados y múltiples texturas exteriores (oxidación) son típicas de este estilo de arquitectura. Los edificios románicos de Richardson se diferencian de los edificios originales del neorrománico por tener superficies exteriores de textura rugosa en lugar de superficies totalmente lisas. Los edificios del Hotel Ingram, Kirshbaum y Weiler se construyeron en estilo renacentista románico con ventanas arqueadas y múltiples texturas exteriores, pero no se identificaron en el formulario de registro del Registro Nacional de Lugares Históricos como richardsonianos (vea las fotos de los tres edificios aquí).

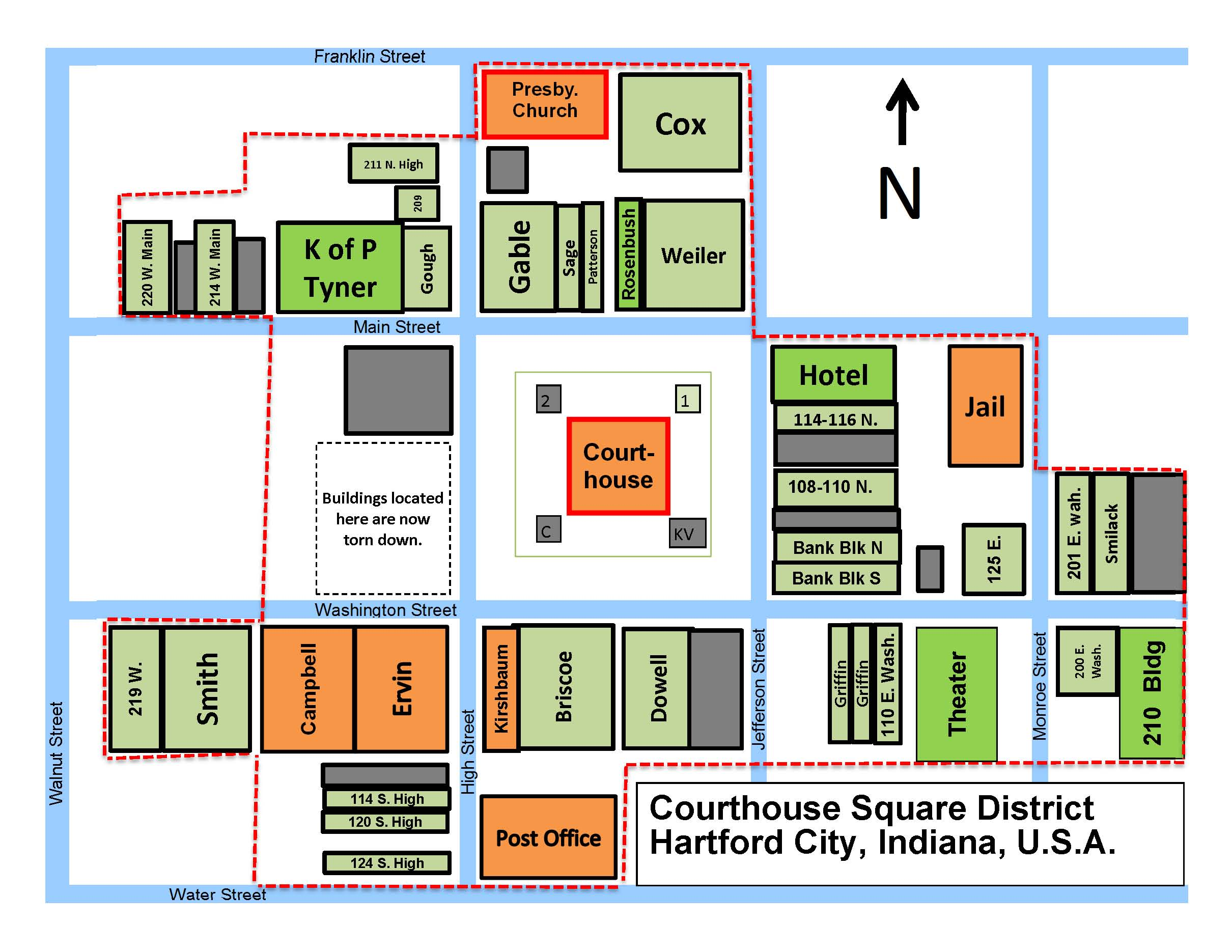

Ubicado en el centro original de la comunidad, el distrito histórico de Hartford City Courthouse Square incluye partes importantes del distrito comercial histórico de la ciudad. La ciudad fue planificada utilizando el Sistema de Encuesta de Tierras Públicas típico de las comunidades de la Ordenanza del Noroeste, con bloques rectangulares y calles que corren de norte a sur y de este a oeste. El diseño de Hartford City de un palacio de justicia rodeado por un área abierta era un diseño común en el "Medio Oeste" de los Estados Unidos. El distrito histórico de Courthouse Square incluye el palacio de justicia y los bloques circundantes. Franklin Street es la calle más al norte del distrito y Water Street limita con parte de la parte sur del distrito. El lado oeste pasa por High Street casi hasta Walnut Street, y el lado este llega a media cuadra después de Monroe Street hacia Mulberry Street. El diagrama adyacente muestra el distrito y sus edificios. (Es posible que los edificios no estén exactamente a escala). Las ubicaciones de las propiedades que se muestran en naranja son los sitios de edificios destacados de importancia histórica y/o arquitectónica. Dos de estos edificios, el Palacio de Justicia del Condado de Blackford y la Primera Iglesia Presbiteriana, están incluidos en el Registro Nacional de Lugares Históricos. Las ubicaciones que se muestran en verde brillante son para edificios considerados notables en importancia histórica o arquitectónica, y los sitios de los edificios (y un monumento) indicados en verde pálido contribuyen a la continuidad del distrito. Las ubicaciones de color gris oscuro son para propiedades que no contribuyen al distrito histórico. Al menos dos edificios contribuyentes han sido demolidos desde que se agregó el Distrito de Courthouse Square al Registro Nacional. Dos edificios adicionales de la era del auge del gas ubicados cerca y que a menudo se mencionan en la historia de Hartford City, el Van Cleve Block y el Cooley Block, ya no estaban cuando el Distrito fue nominado para el Registro Nacional.

## Propiedades destacadas

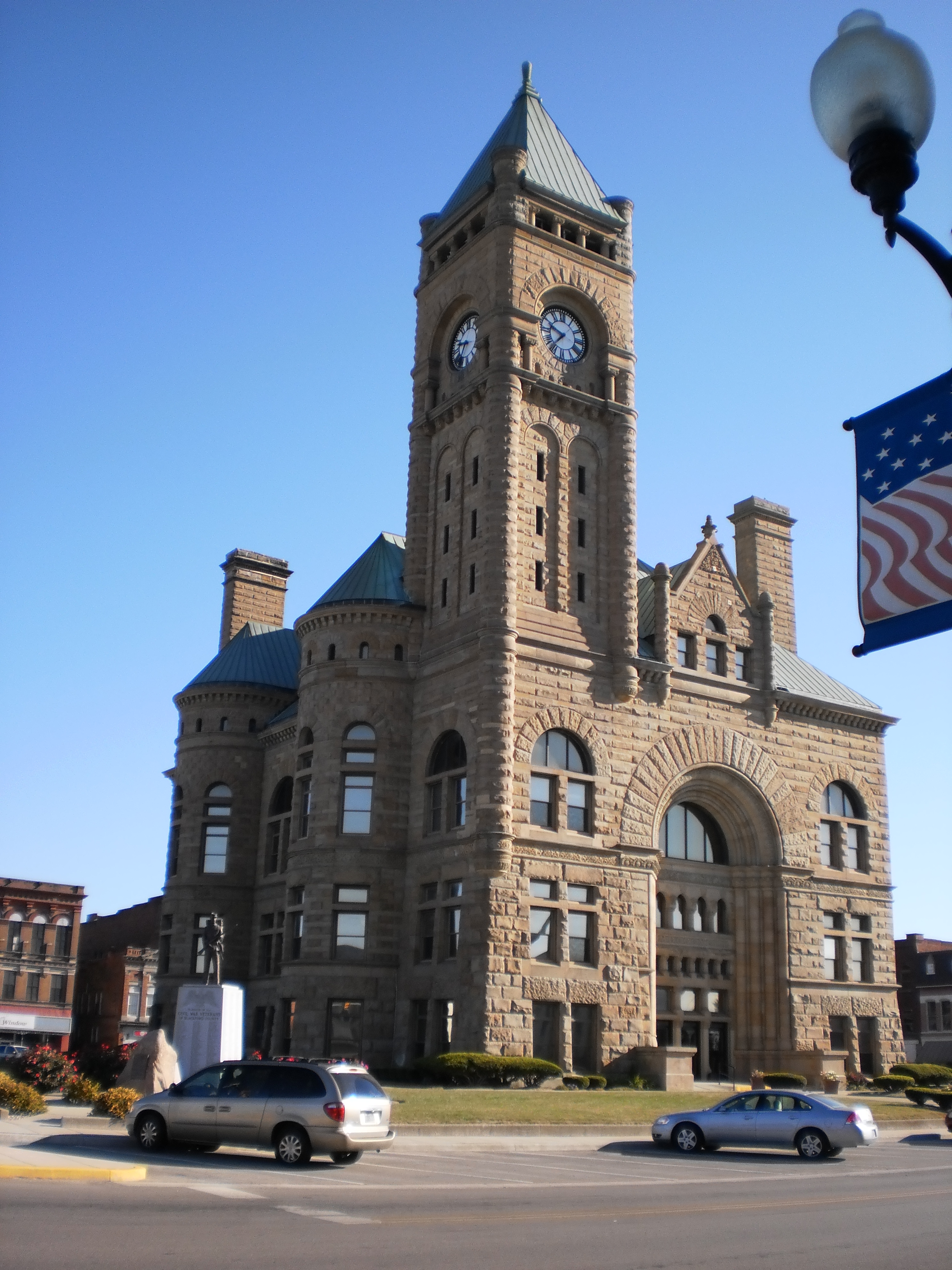
Palacio de Justicia del Condado de Blackford

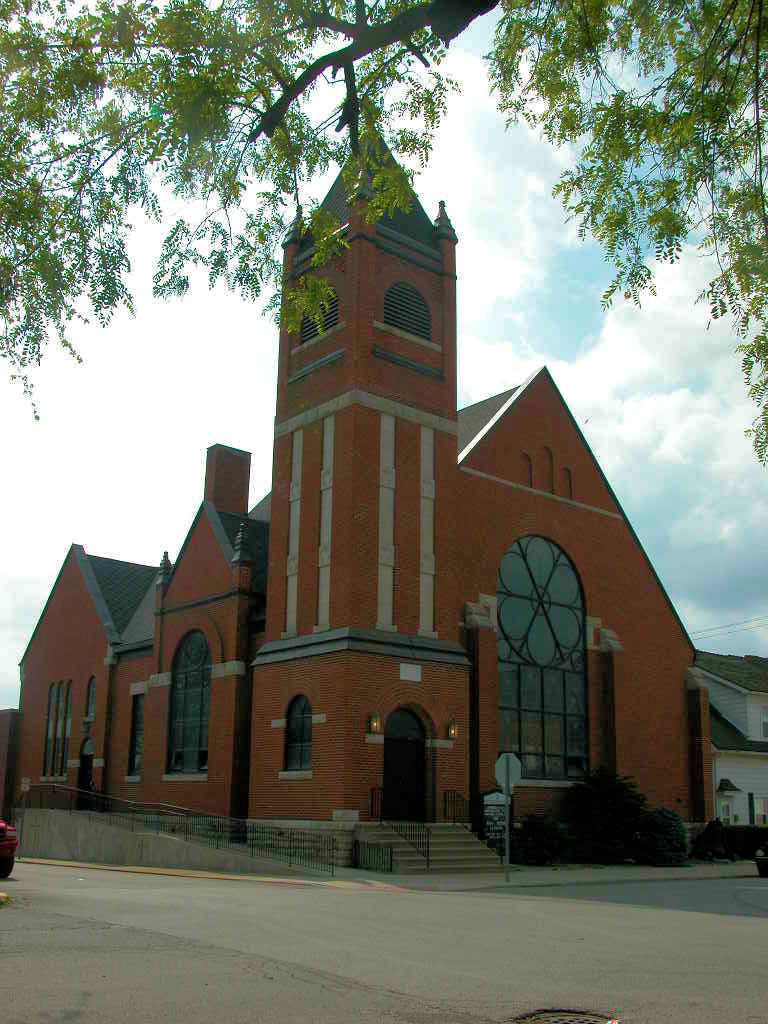
Primera Iglesia Presbiteriana

La Fundación de Monumentos Históricos de Indiana, que desde entonces ha sido renombrada como Monumentos de Indiana, identificó siete propiedades dentro del Distrito Histórico de Courthouse Square que tienen suficiente importancia histórica o arquitectónica como para ser potencialmente incluidas en el Registro Nacional de Lugares Históricos. A estas propiedades se les ha asignado una calificación de "sobresaliente", que es la calificación más alta. Las propiedades se evalúan por su importancia histórica, mérito arquitectónico, medio ambiente e integridad. Las siete propiedades destacadas enumeradas aquí son propiedades que contribuyen al distrito histórico de Hartford City Courthouse Square, y dos ya han sido incluidas en el Registro Nacional de Lugares Históricos.

### Palacio de justicia del condado de Blackford
El Palacio de Justicia del Condado de Blackfordse agregó al Registro Nacional de Lugares Históricos el 11 de agosto de 1980. Como la mayoría de los otros edificios en el distrito histórico de Hartford City Courthouse Square, el palacio de justicia del condado de Blackford se construyó durante el auge del gas de Indiana. El palacio de justicia original del condado fue condenado en 1893 y eliminado para permitir la construcción de una nueva estructura totalmente de piedra. El palacio de justicia fue construido por Christian Boseker & Son en 1894. Diseñado por Arthur LaBelle y Burt L. French (de Marion, Indiana), el palacio de justicia presenta el estilo arquitectónico románico richardsoniano. (Ver foto adyacente). El edificio tiene dos entradas principales (lado norte y lado sur) que se abren a un salón principal. Las paredes cuentan con paneles de mármol y los techos están cubiertos con paneles de acero. (La protección contra incendios fue una consideración importante para el plan de construcción del palacio de justicia). La magnificencia de la arquitectura y el tamaño del palacio de justicia domina el centro de Hartford City. El Palacio de Justicia del condado de Blackford refleja la riqueza de la ciudad durante el auge del gas y podría considerarse un monumento a esa época. Continuando con el tema del "monumento", los terrenos del palacio de justicia son la ubicación de los monumentos de guerra estadounidenses, incluidas las estructuras que conmemoran la Guerra Revolucionaria, la Primera Guerra Mundial, la Segunda Guerra Mundial, la Guerra de Corea y la Guerra de Vietnam. En 2006 se añadió un monumento a la Guerra Civil

### Primera Iglesia Presbiteriana
La Primera Iglesia Presbiteriana de Hartford City se agregó al Registro Nacional de Lugares Históricos el 13 de junio de 1986. El edificio fue diseñado por el arquitecto local Alec Gable y construido en estilo románico richardsoniano. Otro edificio monumental construido durante el auge del gas de Indiana, la construcción del edificio de la iglesia comenzó en 1892 y se completó en 1893. La iglesia es el edificio más antiguo de Hartford City. Ubicada en la esquina de las calles Franklin y High, la estructura presenta enormes vidrieras que fueron instaladas por trabajadores de vidrio locales. (Ver foto aquí). La capilla contiene características de un órgano de tubos que fue parcialmente financiado por una donación hecha por el empresario y filántropo Andrew Carnegie. Con solo una adición importante a la estructura original, el exterior del edificio se ve casi igual que en la década de 1890.

### Otras propiedades destacadas
- Cárcel del condado de Blackford La cárcel del condado de Blackford se completó en 1879 y se considera un ejemplo sobresaliente del estilo arquitectónico italiano. Está ubicado en 120 East Main Street.[51] La cárcel es el edificio contribuyente más antiguo del Courthouse District que aún existe.[25] TG Tolan and Son fue el estudio de arquitectura y el estudio de Hinkley y Norris (de Indianápolis) fue el constructor.[52]
- Edificio Campbell El edificio Campbell fue construido en el estilo Renaissance Revival en 1901. El edificio de dos pisos está coronado por un gran frontón que lleva una tablilla de piedra caliza que dice "1901 Campbell".[53] Este edificio tiene las direcciones 207 a 211 West Washington Street.[51] Este edificio fue originalmente un edificio de oficinas, y algunos de los ocupantes a principios del siglo XX eran un abogado, un dentista, agentes de seguros, un médico, un corredor de bienes raíces y un agente de barcos de vapor.[54]

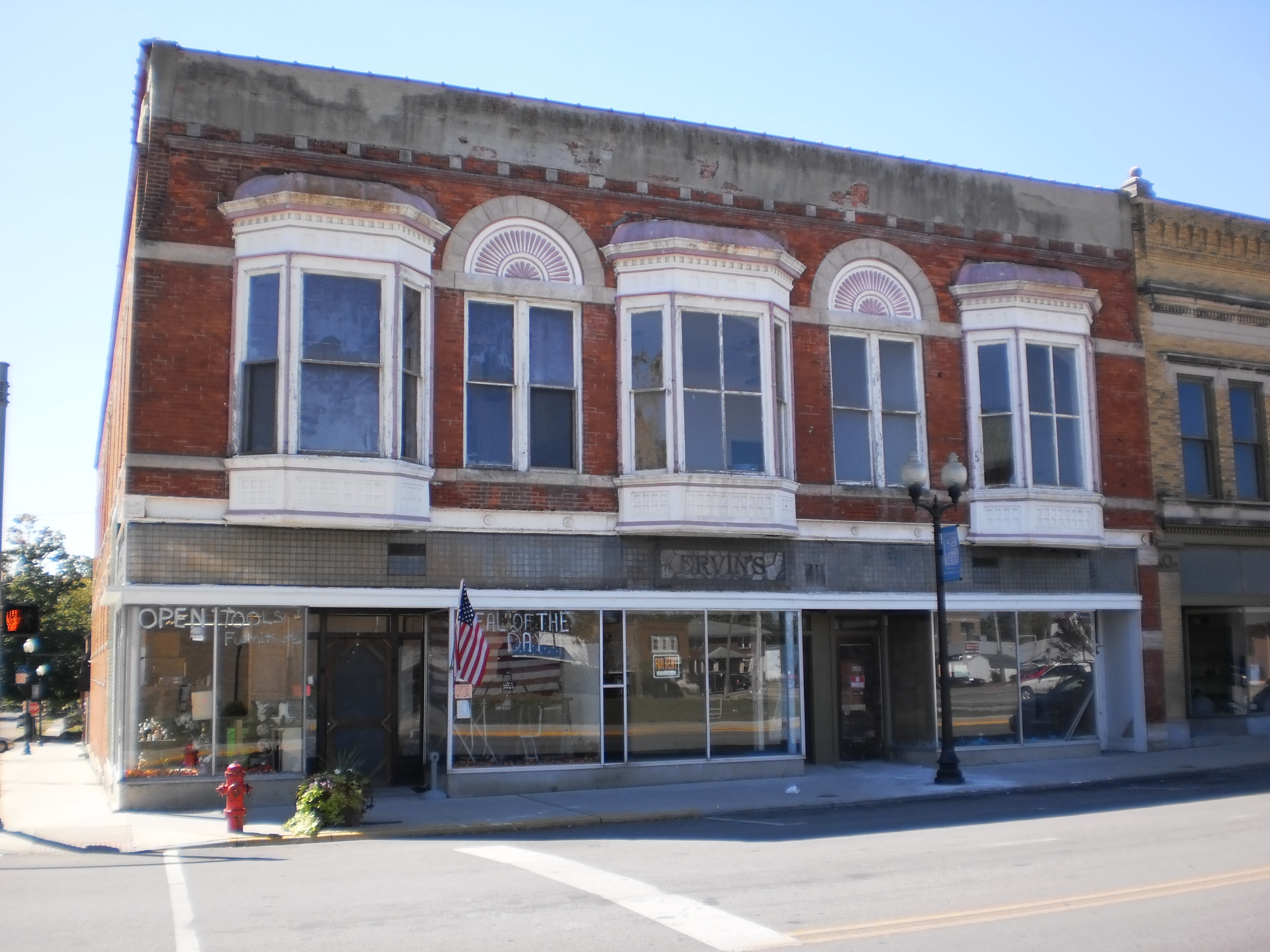
Edificio Ervin

- Edificio Ervin El edificio Ervin fue construido en el estilo Reina Ana alrededor de 1890. Ocupa las direcciones 201 a 205 West Washington Street. La fachada de este edificio de esquina presenta tres ventanas orientables.[55] El nombre "Ervin" aparece en vidrieras en el centro del edificio.[56] La tienda de Dry Goods Campbell & Ervin se instaló en este edificio en la década de 1890 y principios de 1900.[57] La tienda vendía ropa, sombreros y zapatos.[58] (Ver foto de 2010 aquí)
- Edificio Kirshbaum El edificio Kirshbaum fue construido en estilo neorrománico en 1893. Está ubicado en la esquina de las calles High y Washington, con una dirección de 123 W. Washington Street. Uno de los primeros ocupantes fue el Primer Banco Nacional de la ciudad, y su nombre está grabado en piedra caliza en el edificio. El grabado "1893 Kirshbaum" se encuentra en el centro de la cornisa.[59] (Vea la foto de 2010 de Briscoe Block y Kirshbaum Building, Kirshbaum Building es un edificio de esquina en el extremo derecho). Raphael Kirshbaum (también escrito "Kirschbaum" en años anteriores) fue el constructor de este edificio.[60] Otro edificio construido para Kirshbaum en el cercano condado de Randolph está incluido en el Registro Nacional de Lugares Históricos.[61] Kirshbaum era un comerciante alemán que vendía productos en Portland, Union City y Hartford City (todas en Indiana).[62] En un momento, se asoció con Adolph Weiler en Hartford City.[63] (Véase también la sección sobre el edificio de Weiler). Con el tiempo, el Sr. Kirshbaum se estableció en Indianápolis y fue el colaborador clave del Centro Kirshbaum en esa ciudad.[64]
- Oficina de Correos de los Estados Unidos La Oficina de Correos de Hartford City es uno de los pocos edificios en el Distrito del Palacio de Justicia construido durante un período diferente al de Indiana Gas Boom. Construido durante la Gran Depresión, el proyecto fue la obra pública federal número 207.[65] La construcción comenzó en 1934 y se terminó en 1935. Diseñada por Louis A. Simon, la oficina de correos es el único ejemplo del estilo arquitectónico neoclásico en el distrito de Courthouse.[27] Se encuentra en 123 South High Street.[66]

## Propiedades notables
La Fundación de Monumentos Históricos de Indiana también ha identificado cinco propiedades dentro del Distrito Histórico de Courthouse Square que están por encima del promedio en importancia. Después de una mayor investigación, estas propiedades pueden tener suficiente importancia histórica o arquitectónica para ser incluidas en el Registro Nacional de Lugares Históricos. A estas propiedades se les ha asignado una calificación de "notable", que está justo por debajo de la calificación máxima. Las propiedades se evalúan por su importancia histórica, mérito arquitectónico, medio ambiente e integridad. Las cinco propiedades notables enumeradas aquí son propiedades que contribuyen al distrito histórico de Hartford City Courthouse Square.
- 210 East Washington Street Edificio comercial Este edificio fue construido alrededor de 1940 utilizando el estilo de arquitectura Art Modern que evolucionó del art déco.[28] Este estilo arquitectónico no se encuentra en ninguna otra parte del Courthouse District.

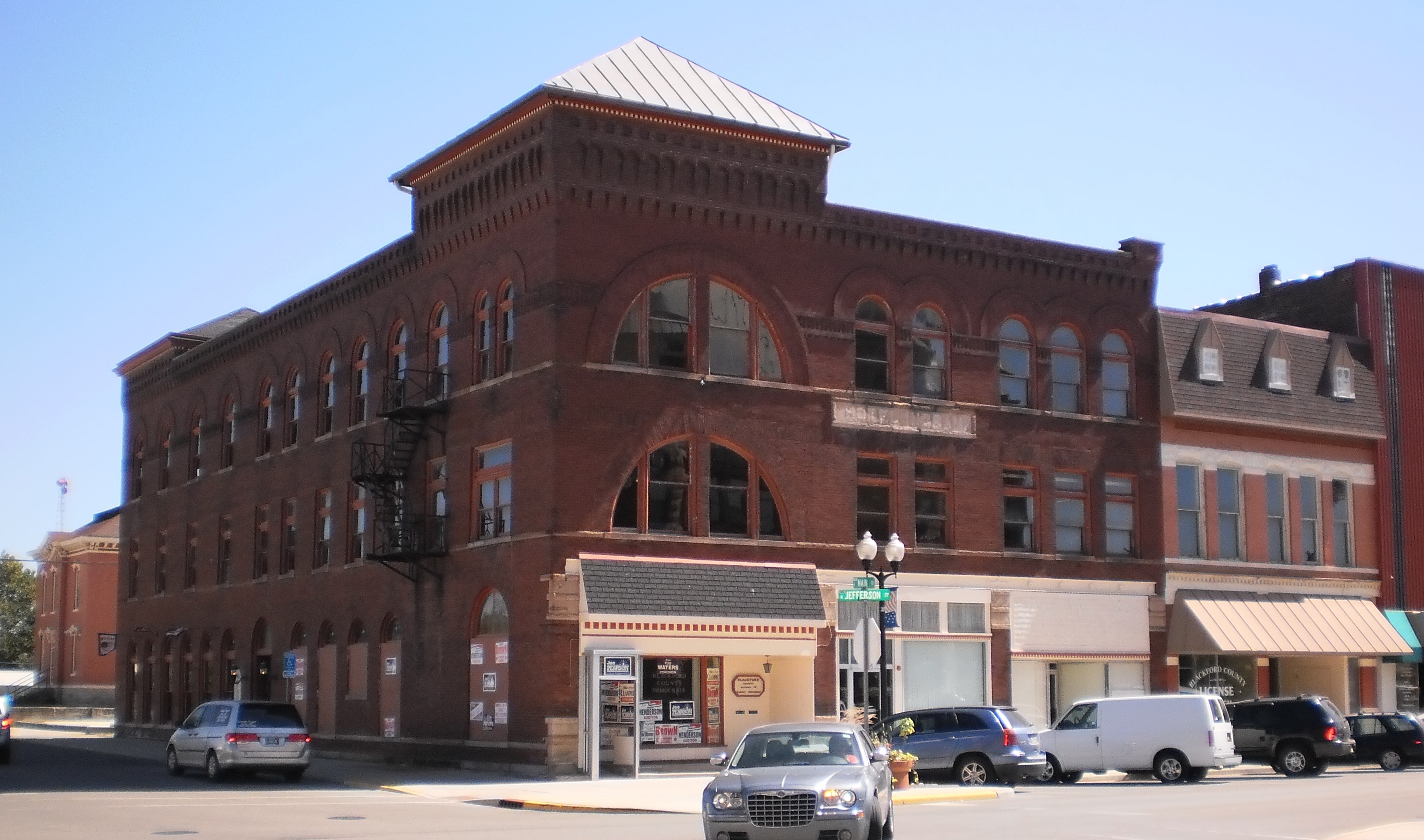
Edificio del hotel Ingram

- Hotel Ingram Un edificio de tres pisos construido en estilo neorrománico.[67] Este edificio en esquina ocupa las direcciones 118 a 122 North Jefferson Street, y está ubicado en la esquina de las calles Jefferson y Main, que es la esquina noreste de la plaza del palacio de justicia. (Ver foto aquí) Hotel Ingram está escrito en piedra caliza en el segundo piso de la fachada del edificio. El edificio fue construido en 1893 y se abrió al público el 9 de enero de 1894. El hotel originalmente tenía 45 habitaciones y contaba con un gran comedor con excelente comida.[68] El edificio del hotel incluía un salón conocido como Ingram Bar.[69] La gran inauguración del Hotel Ingram incluyó una cena para unos 150 invitados, además de entretenimiento proporcionado por la orquesta de los hermanos Montani. WF Crist era el propietario original del hotel.[70] Durante el primer mes de existencia del hotel, tuvo 1.200 "llegadas".[71] El edificio también fue el sitio de la tienda de comestibles Ingram.[72] El hotel se hizo conocido como Hartford Hotel en 1922.[73] George D. Stevens, un ejecutivo comercial local y uno de los principales ciudadanos de la comunidad, vivió en una habitación de este hotel durante muchos años durante la primera mitad del siglo XX.[74] Stevens, quien fue descrito como "uno de los hombres más ricos de Hartford City", fue noticia después de su muerte cuando se descubrió que era un hombre negro que vivía como un hombre blanco en una ciudad que se había vuelto completamente blanca.[75]

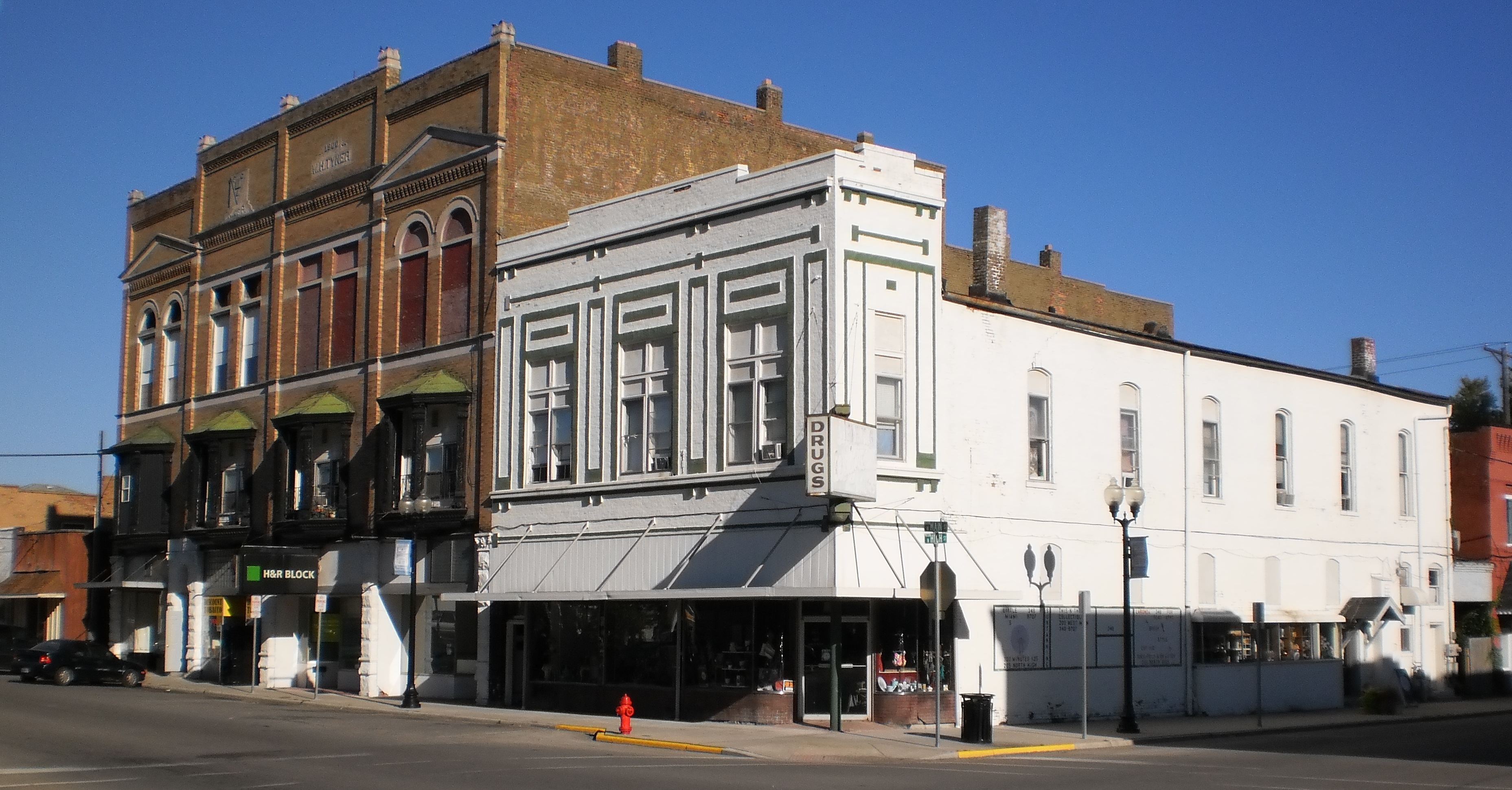
Edificio Knights of Pythias/Tyner (izquierda) y Sowers & Gough (derecha).

- Knights of Pythias/Tyner Building Diseñado por AW Maxwell y construido alrededor de 1900, la arquitectura del edificio es una mezcla de neorrománico, clásico y Reina Ana, y está ubicado en 204-210 West Main Street. (Ver foto aquí) El edificio de tres pisos también tiene elementos decorativos de piedra caliza que se asemejan a las llamas, posiblemente en homenaje al auge de gas. "K de P" se puede encontrar en una tablilla occidental, mientras que "WH Tyner" se puede encontrar en el panel oriental.[76] Entre las oficinas de este edificio de Main Street a principios del siglo XX había un pastelero, un médico y un abogado.[77] Los Knights of Pythias, la Orden Fraternal de las Águilas y los Macabeos celebraron reuniones en este edificio a principios del siglo XX.[78][79] Durante un período tumultuoso en la década de 1920, el Ku Klux Klan tenía una oficina en el tercer piso del edificio. Tres eventos ayudaron a expulsar al Klan de Hartford City, incluido uno que sucedió en el edificio Tyner y otro que sucedió a unas cuatro cuadras de distancia. Primero, un inquietante caso de asesinato contra el líder estatal del Klan disgustó a muchos miembros. (Charles E. Cox, tío del periodista local y propietario del edificio Cox, Edward E. Cox, ayudó en el procesamiento de este caso).[80] segundo lugar, entraron en una caja fuerte en el edificio Tyner y se revelaron los nombres de los miembros locales del Klan. En tercer lugar, la violencia que ocurrió en un evento a pocas cuadras del palacio de justicia hizo que el alcalde de Hartford City ordenara al líder local del Klan que se fuera de la ciudad en 1926[81]
- Rosenbush Building El edificio neorrenacentista se construyó alrededor de 1890.[82] Ubicado en 110 West Main Street, el nombre Rosenbush se puede encontrar en el edificio de dos pisos, escrito en una tabla de piedra caliza. El edificio tiene patrones de terracota en forma de estrella en el ladrillo sobre las ventanas.[82] El sastre Aaron W. Rosenbush dirigió su negocio desde este edificio a principios del siglo XX.[83] El edificio Rosenbush fue también el sitio del Teatro Real de Rosenbush, donde se proyectaron películas mudas acompañadas de piano.[84] Años más tarde, cuando se cerró el teatro, el edificio pasó a albergar una taberna.[85]
- Scheidler Theatre Primero propiedad de Matt Scheidler, este edificio "muy elegante y bellamente decorado" originalmente se llamaba Hartford Theatre.[84] A diferencia de la mayoría de los edificios del distrito, este edificio fue construido después del boom del gas, en 1947.[28] Su estilo arquitectónico es art déco. La estructura está ubicada en 122 East Washington Street.

## Otras propiedades
Otras propiedades, además de las que figuran como destacadas o notables, contribuyen al distrito histórico de Hartford City Courthouse Square. Muchos de estos también se construyeron durante el boom del gas. Algunos de los contribuyentes se enumeran a continuación.
La terminología utilizada para describir los edificios de la era del auge del gas es ligeramente diferente de la que se utiliza en la actualidad. El término "bloque" se usaba a menudo para describir el grupo de oficinas o tiendas ubicadas en un edificio en lugar de referirse al edificio. Como se puede ver en el diagrama de límites y las descripciones aquí, estos edificios de "bloques" no ocupaban una manzana entera, pero a menudo tenían varios escaparates u oficinas con varios ocupantes. Por ejemplo, el artículo del New York Times de 1899 (ver más abajo) se refiere al "Briscoe Block" en lugar del Briscoe Building. El artículo también enumera varias empresas que ocuparon el edificio. Otro ejemplo se puede encontrar en un directorio de empresas de la era del auge del gas. Algunos de los abogados (y otras empresas también) incluyeron su dirección como parte de un "bloque" como "Campbell Block" o "Tyner Block". La mayoría de los nombres de los edificios utilizados en este documento se basan en los nombres de los edificios que se encuentran en los formularios del Registro Nacional o en las publicaciones de la Fundación de Monumentos Históricos de Indiana.
- Bank Block Este edificio de dos pisos fue construido en estilo italiano comercial en la década de 1880. A principios de la década de 1900, Citizen's State Bank estaba ubicado en la dirección 102 North Jefferson Street.[86] Un bufete de abogados y un peluquero también enumeraron "Bank Block" como sus direcciones.[87] La parte sur del edificio original aún conserva gran parte de su apariencia original. Está ubicado en la esquina de las calles Jefferson y Washington, con una dirección de 100 North Jefferson Street. Sin embargo, la parte norte se ha remodelado sustancialmente y ahora se considera un edificio separado. Las palabras "Bank Block" están en la parte norte que ocupa las direcciones 102 y 104 North Jefferson Street. Ahora se han eliminado todas las características comerciales italianas del edificio norte.[88] El Informe Provisional del Condado de Blackford de la Fundación de Monumentos Históricos de Indiana tiene una imagen, en la página 63, de todo el magnífico edificio alrededor de 1900.

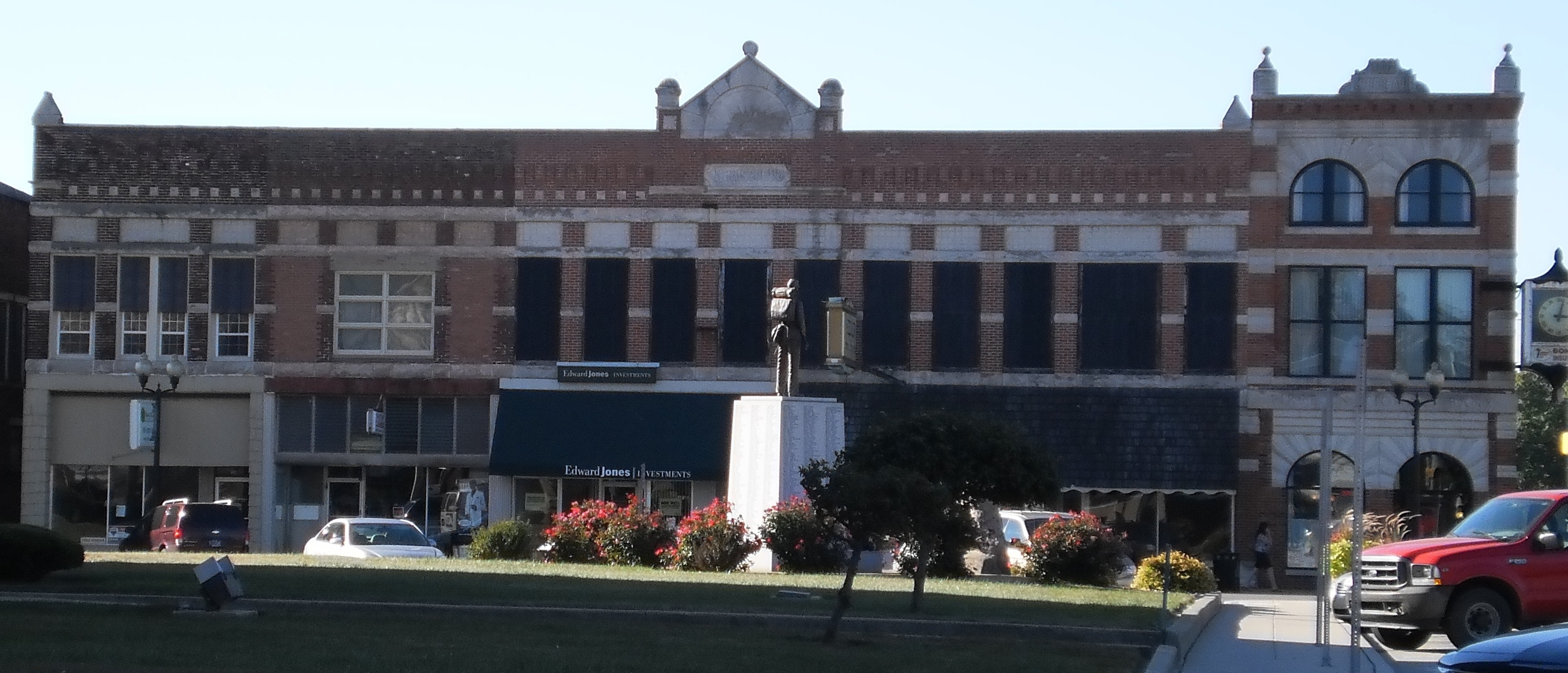
Briscoe Block (centro) y edificio Kirshbaum (derecha) en el lado sur de la plaza.

- Briscoe Building Este edificio de estilo neorrománico de dos pisos fue construido en 1893 y ocupa las direcciones 113 a 121 West Washington Street. Se encuentran tres colores de ladrillo en la fachada, dividiendo efectivamente el edificio en tres secciones.[59] (La foto adyacente muestra el edificio en 2010). Mientras se construía el nuevo palacio de justicia del condado en 1893 y 1894, la sala del tribunal del condado de Blackford y la oficina del secretario del condado estaban ubicadas en dos habitaciones de este edificio.[89] En 1899, se pensó originalmente que este edificio, descrito como el "Bloque Briscoe", había sido destruido por un incendio.[90] Sin embargo, el incendio destruyó el techo del edificio y la parte restante del edificio escapó de daños importantes.[91] Se reparó el daño al edificio y el edificio Briscoe sigue en pie hoy. Los ocupantes en el momento del incendio de 1899 incluían Kentucky Liquors, Western Union, Central Telephone, una tienda de comestibles y JL Hoover Furniture Company, que más tarde se convirtió en el minorista local Hoover-Needler Furniture.[90][92]
- Cox Building Ubicado en 217 North Jefferson Street (calles Jefferson y Franklin), el Edificio Cox se identifica simplemente como "Edificio Comercial" en el Formulario de Registro del Registro Nacional de Lugares Históricos del Distrito.[27] Un edificio industrial originalmente utilizado para imprimir periódicos como Telegram de Hartford City, su estilo arquitectónico tiene algunas influencias de Craftsman. El edificio original fue diseñado por el arquitecto local PJ Loney en 1895, y es propiedad del periodista y prominente demócrata Edward E. Cox.[93][94] El edificio Cox se amplió alrededor de 1915.[95] El edificio fue demolido el 26 de abril de 2016.[96]
- Dowell Building Ubicado en 107-109 West Washington Street, el edificio Dowell fue construido en 1893 usando el estilo arquitectónico italiano.[55] Frank P. Dowell tenía una oficina en este edificio, realizando transacciones relacionadas con bienes raíces como préstamos, hipotecas, seguros y títulos.[97] Notario público, también participó en la compra, venta y alquiler de propiedades.[98] El padre de Frank Dowell es Jessie H. Dowell, fundador y presidente de Hartford City Natural Gas and Oil Company. En 1887, esta empresa perforó el primer pozo de gas natural exitoso de la ciudad.[99][100] El edificio Dowell está ubicado en el lado sur de la plaza, al este del adyacente Briscoe Block.

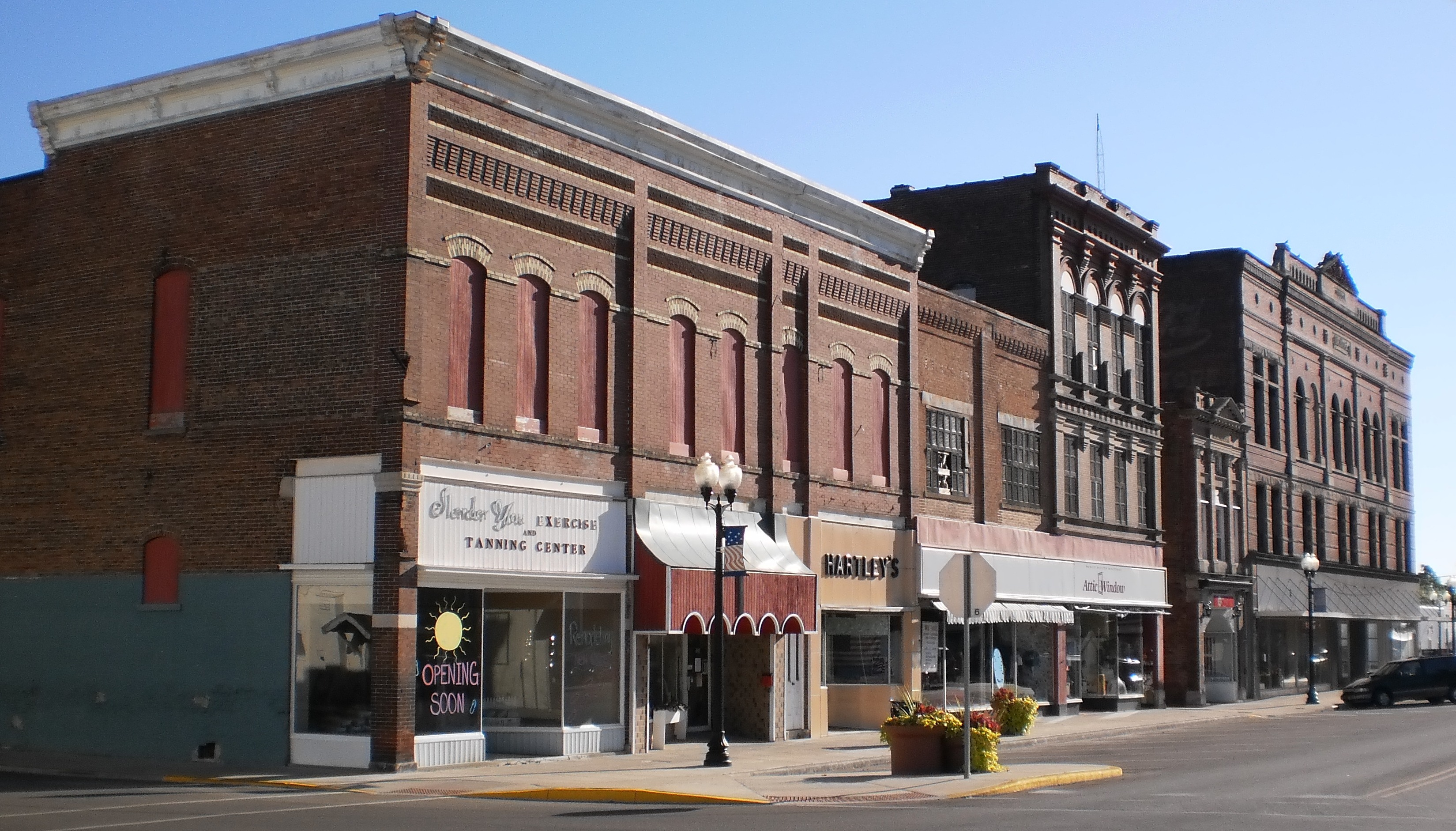
Edificios de Gable, Sage, Patterson, Rosenbush y Weiler en el lado norte de la plaza.

- WH Gable Block Este edificio de estilo italianizante comercial de dos pisos fue construido en 1891 y ocupa las direcciones 118 a 122 West Main Street.[101] Cinco pilastras de ladrillo lo dividen en tres escaparates y una escalera a las oficinas de arriba. En el centro de la cornisa aparece "WH Gable 1891". William H. Gable participó en la Fiebre del oro de California entre 1850 y 1852, y regresó con suficiente dinero para iniciar varios intereses comerciales, incluidos muebles, empresas y bienes raíces. El bloque comercial WH Gable finalmente se construyó en un terreno que fue la primera inversión inmobiliaria de Gable.[102]
- Griffin Building Dos edificios Griffin están ubicados uno al lado del otro con las direcciones 106 y 108 East Washington Street. El nombre "Griffin" se puede encontrar en la cornisa de ambos edificios. Ambos fueron construidos alrededor de 1900.[28] El edificio 106 East Washington Street fue construido en estilo neorrománico, y una segunda fuente cree que este edificio fue construido en la década de 1890.[103] El salón de Russell Lewis estaba ubicado en la dirección 108 de East Washington durante principios del siglo XX.[104]
- E. Smilack Building El edificio E. Smilack está ubicado en 203 East Washington Street. El edificio fue construido alrededor de 1910 utilizando el estilo arquitectónico Craftsman.[55] Una tablilla de piedra sobre el segundo piso dice "E. Smilack". Elbert Smilack era un ruso bien educado, originalmente llamado Smilackoff, que emigró a los Estados Unidos en 1899. Después de breves estancias en Filadelfia, Chicago y Míchigan, encontró un empleo estable en Marion, Indiana. Smilack ahorró suficiente dinero para mudarse a Hartford City con un caballo y una calesa, y 35 centavos en el bolsillo.[105] Un amigo le prestó cinco dólares para iniciar un negocio basura.[106] Después de aproximadamente una década en el negocio, Smilack se dedicó a la chatarra de hierro, metales, pieles, pieles y lana.[107] También se convirtió en proveedor de carbón y leña.[108] Smilack prosperó lo suficiente como para poder invertir en tierra y pozos de petróleo. En 1914, fue considerado uno de los hombres más ricos del condado de Blackford.[105] Smilack, junto con otros miembros de la familia, murió el 22 de julio de 1922, cuando su automóvil fue atropellado por un tren de pasajeros.[109]
- Sowers & Gough Drugstore[110] Este edificio de esquina, ubicado en 200 West Main Street, fue construido originalmente alrededor de 1910 y remodelado usando el estilo de arquitectura art déco[47] La farmacia Sowers & Gough estaba originalmente al otro lado de la calle, pero Gough compró el edificio en la dirección 200 West Main Street y trasladó la farmacia después de que la salud de Sowers fallara. La farmacia de Cecil Gough se convirtió en un lugar de reunión favorito durante las décadas de 1930 y 1940, ya que la tienda tenía una fuente de refrescos y asientos. La farmacia fue comprada por Merrit Tams en 1947, y luego fue administrada por Pat Mehling como Mehling's Drugstore.[111][112] Aquí se muestra una foto de 2010 de un edificio, pintado de blanco y que ya no es una farmacia (sección de propiedades notables).

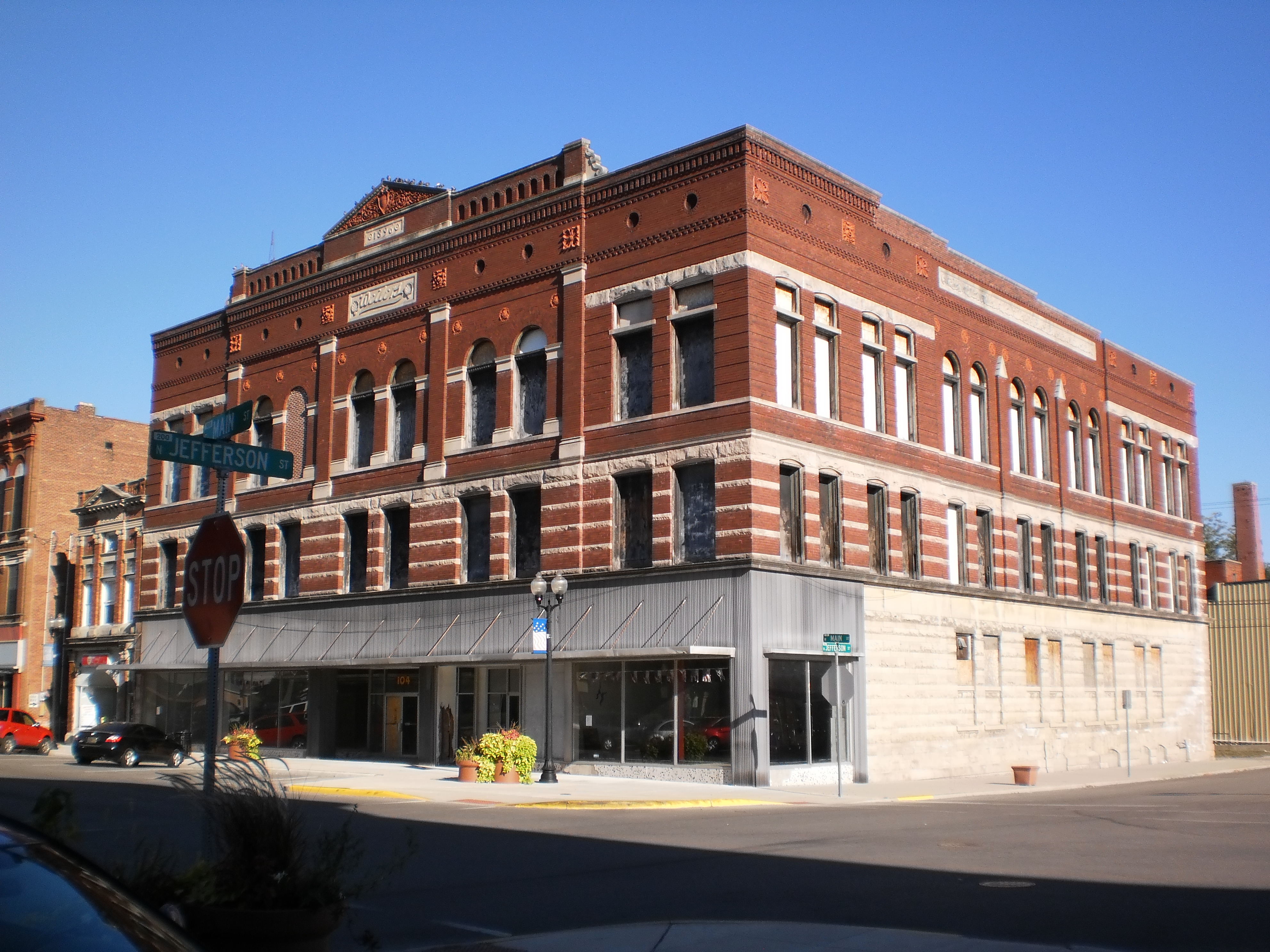
Edificio de Weiler en 2010.

- Weiler Building Terminado en 1896 según el grabado en la parte superior del edificio, la estructura de tres pisos fue construida en estilo italianizante. El nombre de Weiler, escrito en una tablilla de piedra caliza, se puede encontrar en el tercer piso. La parte superior del edificio sobre las ventanas presenta rosetones de terracota y rostros de hombres. El edificio está ubicado en 104 West Main Street.[82] Este edificio albergaba los grandes almacenes Weiler Brothers y, más tarde, una tienda Montgomery Ward.[35] En un momento, se pensó que la tienda Weiler Brothers ubicada en este edificio era una de las tiendas departamentales más grandes de Indiana.[113] Durante la construcción, se ordenaron más de 250 pies de vitrinas y se dijo que el mobiliario interior era "igual al de cualquier tienda en las grandes ciudades".[114] La tienda empleó a 80 personas durante la "temporada alta" a principios del siglo XX.[115] Los hermanos Weiler originalmente involucrados con la tienda en este lugar eran inmigrantes alemanes Abraham, Adolph R. y Meyer M. Weiler. Abraham Weiler también estaba en la junta directiva de Hartford City Gas and Oil Company que tenía el primer pozo de gas en la ciudad.[116] Abraham Weiler se involucró con los productos secos cuando se mudó a Union City, Indiana, y trabajó con Raphael Kirshbaum. (Ver Edificio Kirshbaum, sección anterior. Posteriormente establecieron Kirshbaum & Weiler en Hartford City, Indiana, y Weiler finalmente compró la participación de Kirshbaum en el negocio.[117] La tienda Weiler Brothers se estableció en 1878 y se trasladó al edificio Weiler's Building en 1896. Los productos vendidos incluyen ferretería, muebles, ropa, alfombras, vajilla, cristalería, botas y zapatos.[118] Debido a los boicots de comerciantes judíos y católicos dirigidos por el Ku Klux Klan, la tienda Weiler de Hartford City cerró durante la década de 1920.[81] El 14 de abril de 2014, este edificio se derrumbó parcialmente. La mayor parte de los daños se produjeron en el techo y la parte trasera del edificio.[119] El 12 de junio de 2014 se demolió el edificio.[120]
- Monumento a la Primera Guerra Mundial En los jardines del Palacio de Justicia del condado de Blackford de Hartford City hay numerosos monumentos de guerra. El monumento a la Primera Guerra Mundial fue el primero de los cuatro monumentos más grandes que se ubicaron en las esquinas del césped del juzgado. Se dedicó el 28 de septiembre de 1921.[27] James Taylor, presidente de la Universidad de Taylor, fue el orador de la ceremonia de dedicación.[121] El escultor fue Ernest Moore Viquesney. La escultura se conoce como el "Spirit of the American Doughboy", y esta versión en particular fue la tercera erigida.[122]

## Relevancia
El Distrito Histórico del Palacio de Justicia de Hartford City está en el Registro Nacional bajo dos criterios. Primero, varios eventos influyeron en el desarrollo del área (Criterio A), el más notable fue el establecimiento de Hartford City como sede del condado y el boom del gas en Indiana. El distrito es el centro histórico de la actividad comercial, social y gubernamental del condado de Blackford. Como sede del condado, el palacio de justicia y las oficinas cercanas se convirtieron en el foco del gobierno del condado de Blackford. A fines de la década de 1880, el auge del gas de Indiana trajo un gran crecimiento y prosperidad a la región, lo que resultó en la construcción de numerosas instalaciones comerciales y sociales en el área que rodea el palacio de justicia. Más tarde, durante la década de 1920, la plaza del palacio de justicia fue el escenario de eventos relacionados con el Ku Klux Klan.
La segunda razón por la que el distrito es importante es su colección de edificios y sus estilos arquitectónicos (Criterio C). La mayoría de estos edificios se construyeron durante el auge de finales del siglo XIX y principios del XX, y conserva muchas de sus características originales. Tres estilos de arquitectura, italianizante, neorrenacentista y neorrománico están bien representados, y también se pueden encontrar estilos adicionales.